# Врятованому — рай
«Врятованому — рай» (рос. «Спасённому — рай») — радянський художній фільм 1988 року, знятий режисером Георгієм Ніколаєнком на Кіностудії ім. М. Горького.

## Сюжет
Застійні часи сімдесятих років дарували Грушакіну дні, схожі один на одного. Рясна та сита їжа провокувала ностальгію за дитбудинком та щасливим (хоч і військовим) дитинством. Якось одного дня до нього приходить жінка, яка врятувала йому життя під час війни.

## У ролях
- Вія Артмане — Марія Івантєєва
- Андрій Толубєєв — Грушакін
- Валентина Ніколаєнко — роль другого плану
- Георгій Юматов — Соловцов
- Раїса Рязанова — роль другого плану
- Тетяна Мітрушина — роль другого плану
- Ірина Дробкова — роль другого плану
- Настя Бурлакова — роль другого плану
- Деніс Страхов — роль другого плану
- Антон Бондаренко — роль другого плану

## Знімальна група
- Режисер — Георгій Ніколаєнко
- Сценарист — Віктор Ольшанський
- Композитор — Георгій Юр'єв
- Художник — Сергій Бочаров